# Huta (powiat krasnostawski)
Huta – wieś w Polsce, położona w województwie lubelskim, w powiecie krasnostawskim, w gminie Żółkiewka.
| SIMC    | Nazwa        | Rodzaj    |
| ------- | ------------ | --------- |
| 0907310 | Huta-Kolonia | część wsi |

## Historia
Pod koniec XIX wieku wymieniana jako wieś i folwark, będący własnością Karoliny Preszel. Huta liczyła wtedy 22 domy, 246 mieszkańców i miała powierzchnię 91 mórg. Folwark zaś liczył powierzchnię 400 mórg gruntu i 200 mórg lasu.
W latach 1975–1998 wieś należała administracyjnie do województwa zamojskiego.
Wieś stanowi sołectwo gminy Żółkiewka. Według Narodowego Spisu Powszechnego (III 2011 r.) wieś liczyła 195 mieszkańców. 

## Położenie i topografia
Wieś znajduje się 4 km od Żółkiewki, 33 km od Krasnegostawu i 50 km od Lublina. Leży na wysokości od 234 do 283 m n.p.m.. Przez północną część wsi przebiega droga wojewódzka nr 842, przy której leży Huta-Kolonia – integralna część Huty. Znajduje się tam też remiza Ochotniczej Straży Pożarnej. Przy bocznej drodze biegnącej w kierunku Żółkwi znajduje się także Sala Królestwa zboru Świadków Jehowy Żółkiewka (Huta nr 30).